# Левая нога
Левая нога – омская галерея современного искусства, созданная на основе деятельности творческого объединения «Левая нога» Дмитрием (Димой) Вирже, Кирой Газовой и Никитой Поздняковым 24 сентября 2016 года. До 11 сентября 2023г. располагалась в помещении бывшего склада хозяйственного магазина в центре города Омска.

## Концепция и позиционирование
Организаторы и кураторы галереи «Левая нога» дают своему проекту следующие определения:

«это частное пространство своего рода лаборатория творческих практик, где проводятся выставки и другие творческие события». «Левая нога» — самоорганизованный, самодвижущийся и саморазвивающийся проект.» «Его участники — «люди, неиспорченные художественным образованием», ибо, по их мнению, «все, что мы видим вокруг себя в сфере изобразительного искусства, всего лишь попытка через науку приблизиться к простоте».

В основе концепции объединения:

«тотальный плюрализм и максимальная открытость, отсутствие редакции, оценочных и сравнительных категорий». На основе коллективистского духа происходит генерация новых идей, концепций и форм выражения мысли, без каких-либо идеологических и художественных ограничений.»

Главные задачи, которые ставит перед собой галерея «Левая нога», по словам основателей — максимальная открытость, отсутствие оценочных и сравнительных категорий в искусстве, которые дают в конечном итоге избавление от страхов для всех участников творческого процесса.
Галерея объединяет достаточно широкий круг художников, работающих во множестве направлений (Дима Вирже, Никита Поздняков, Кира Газова, Дамир Муратов, Марат Мучин, Ренат Латышев и др.)

## История

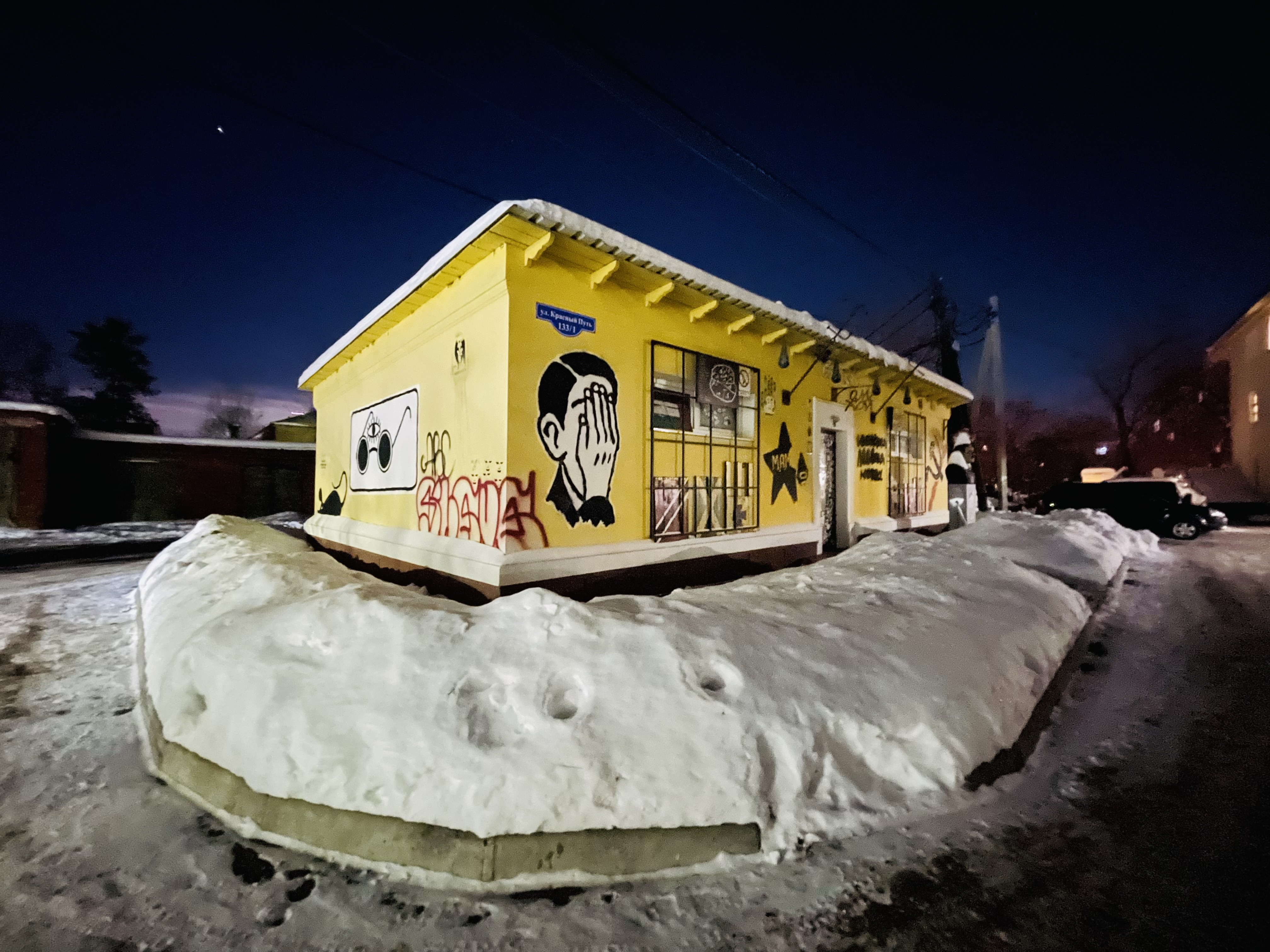
Здание галереи "Левая нога" в Омске

Творческое объединение «Левая нога» создано в 1998 году в Омске художником Димой Вирже. В «Левой ноге» зародились новые направления в изобразительном искусстве: изионизм, тетрадинг, литбординг и др.
Открытию галереи «Левая нога» предшествовала активная выставочная деятельность, развернутая художниками объединения, включая участие в нескольких значимых российских и международных проектах: «Эльб-арт» (Гамбург, Германия, 1998 год), «пАРТизаны в джунглях гламура» (Новосибирск, Россия, 2006 год) и др.
Материальной базой для галереи послужило здание бывшего склада хозяйственного магазина, которое Дмитрий Вирже выкупил у одного из омских предпринимателей.
Неформально галерея существует с 2008 года, но открытие и позиционирование себя как художественной галереи состоялось в 2016 году. С 2016 года директором и куратором галереи является Кира Газова. Первая выставка «Тексты» была открыта 24 сентября 2016 года, в ней принимали участие 5 авторов: Дима Вирже, Павла Маркова, Никита Поздняков, Дамир Муратов, Якудза Дизайн.
Начиная с даты открытия галерея осуществляет выпуск двух собственных самиздатовских изданий: газета-альманах «Прыщ» (с 2016 года). и журнал «Кошачья шерсть» (с 2022 года).
В 2017 году в Городском музее «Искусство Омска» прошла отчетная выставка творческого объединения «Левая Нога» под названием «Смело, товарищи, в ногу!».
В 2019 году материалы галереи «Левая Нога» были включены в архивный интернет-проект Сеть архивов российского искусства, RAAN.[значимость факта?]
В феврале 2020 года Администрация Советского административного округа города Омска потребовала от галереи удалить все Граффити.  и арт-объекты с фасада здания по адресу г.Омск, ул. Красный Путь, д. 133/1, в котором расположена галерея, под предлогом обеспечения чистоты и порядка на территории города. В ответ, галеристами и омскими художниками в адрес мэра города была направлена петиция с требованием прекратить давление со стороны администрации, которую подписало несколько сотен человек. После направления петиции городская администрация отозвала своё требование.
В 2020 году художники галереи приняли участие в Второй Триеннале российского современного искусства, проходившей в Музее современного искусства «Гараж» (Москва).
11 сентября 2023г. один из основателей галереи Дима Вирже сообщил на своих страницах в социальных сетях о том, что галерея прекращает своё существование. Позднее основатели галереи уточнили, что речь идет о прекращении деятельности выставочного пространства в здании по адресу г.Омск, ул. Красный Путь, д. 133/1, а галерея продолжит своё существование, но уже в форме одноименного творческого объединения «Левая нога».
Кира Газова (один из основателей и руководитель галереи):

«Жизнь "Левой ноги" как творческого объединения продолжается. Галерея стала для нас чем-то более значительным, чем просто выставочное пространство и для андеграундного искусства в том числе. Это философия возвышенного нонконформизма и свободы в творчестве. Основная идея нашего сообщества, поиск новых способов художественной самореализации в искусстве и выставочной деятельности. И это никак не связано с конкретным объектом на земле. Пока галерея продолжит свою выставочную жизнь в самых не приспособленных для этого местах, так как это было до заземления на улице Красный путь. За "Выходом" всегда есть "Вход".»

## Выставки и события
- 2012
  - Выставка «Ну чо стихи?», Володя Горохов 65 кг, Омск, 6 апреля 2012г.
- 2014
  - Выставка «Окоп», Дима Вирже, Дамир Муратов, г. Новосибирск, 5 августа 2014г.
  - Коллективная выставка «Два тазика», галерея «Левая нога», г. Омск, 15 сентября 2014г.
  - Коллективная выставка «Шалаш», г. Омск, 5 октября 2014г.
  - Коллективная выставка «Лодка», г. Омск, 6 октября 2014г.
  - Коллективная выставка «Магнетизм или магниты для бомжей», 10 октября 2014г.
  - Коллективная выставка «Для насекомых», 15 октября 2014г.
  - Коллективная выставка «Скульптурная группа - Население», 20 октября 2014г.
  - Коллективная выставка «Иртыш – река искусства», г. Омск, 4 ноября 2014г.
- 2015
  - Коллективная выставка «Для рыб», г. Омск, 23 августа 2015г.
  - Перформанс «Космические корабли», г. Омск, 10 сентября 2015г.
  - Перформанс «Банер», г. Омск, 16 сентября 2015г.
  - Перформанс «Кумиры, собирающие урожай», г. Омск, 24 сентября 2015г.
  - Коллективная выставка «Бытовка», г. Омск, 12 октября 2015г.
  - Проект- перформанс П.А.Н. - Персонализация аксиоматического ноль-субъекта (Personalization axiomatic nil-subject), Дима Вирже, Омск – Москва - Нью-Йорк, октябрь 2015 г.
  - Выставка «Зона Достоевского», Дима Вирже, Никита Поздняков, Омск, 30 декабря 2015г.
- 2016
  - Коллективная выставка фотографий «Квазитоска», г. Омск, 25 февраля 2016г.
  - Коллективная выставка фотографий «Подснежник» г. Омск, 1 апреля 2016г., и др.
  - Коллективная выставка «Тексты», Дима Вирже, Павла Маркова, Никита Поздняков, Дамир Муратов, Yakudza_design, г. Омск, галерея «Левая нога», 24 сентября 2016г.
  - Выставка фото арт-интервенция «Незрители», Александр Румянцев, Омск, галерея «Левая нога», октябрь 2016г.
  - Выставка «МКБН», Павла Маркова, Омск, галерея «Левая нога», октябрь 2016г.
  - Выставка «Магнитная интервенция», Ренат Латышев, Омск, галерея «Левая нога», ноябрь 2016г.
  - Вьетконг-проектор «Чиптапнаммой» Ренат Латышев, Омск, галерея «Левая нога», декабрь 2016г.
  - Коллективный проект «Флэш бэк», Омск, галерея «Левая нога», декабрь 2016г.
  - Концерт авторской музыки «ЗАКАТ 17», «Уплотнение», «OPNPZD», Данил Белоусов, Омск, галерея «Левая нога», декабрь 2016г.
  - Выставка «Брызги», Никита Поздняков, Омск, галерея «Левая нога», 2 декабрь 2016г.
- 2017
  - Видео-спектакль «5сек», Коллективный проект; автор идеи – Дима Вирже, режиссер - Кира Газова, Омск, галерея «Левая нога»,  январь 2017г.
  - Выставка «А также», Эдуард Раввинский и Данила Данилов, Омск, галерея «Левая нога», январь 2017г.
  - Выставка «Информация», Рэм Рищенко, Омск, галерея «Левая нога», январь 2017г.
  - Выставка «Незабываемые впечатления в кровати с Лениным», Маяна Дигабриак-Нассыбулова, Омск, галерея «Левая нога», февраль 2017г.
  - Выставка «Понаделал», Антон Гудков, Омск, галерея «Левая нога», февраль 2017г.
  - Выставка - поэтические чтения «Распад», живопись Полина Заремба, поэзия Игорь Федоровский, Омск, галерея «Левая нога», март 2017 г.
  - Проект «Делитесь!», выставка «Здесь был секс», Дима Вирже, Омск, галерея «Левая нога», апрель 2017г.
  - Проект «Делитесь», выставка «Сансара», Никита Поздняков, Омск, галерея «Левая нога», апрель 2017г.
  - Проект «Делитесь», выставка «Мама, я не хочу стареть!», Евгений Гуров, Омск, галерея «Левая нога», апрель 2017г.
  - Концерт авторской музыки, группа «Бэт трип», Омск, галерея «Левая нога», апрель 2017г.
  - Выставка «Эфир» живопись, объект, Очи Мой и Максим Крафт, Омск, галерея «Левая нога», 22 апреля 2017г.
  - Выставка LEVOI, Ренат Латышев, Омск, галерея «Левая нога», 6 мая 2017г.
  - Выставка стикеров, Марк Савиано (США), Омск, галерея «Левая нога», 21 мая 2017г.
  - Выставка «Портрет моей бабушки», Анна Терешкина (Санкт-Петербург), Омск, галерея «Левая нога», 22 мая 2017г.
  - Выставка AMORE-A MORE, Анна Карака, Омск, галерея «Левая нога», 27 мая 2017г.
  - Выставка в Камергерском переулке №1- 4 июня 2017, №2 - 9 июля 2017г., Омск
  - Выставка на джаз фестивале №1- 2 июля 2017г., №2- 5 июля 2017г., Омск
  - Отчетная выставка ТвОб «Левая Нога» в ГМИО (Городском музее «Искусство Омска») – «Смело, товарищи, в ногу!», Омск, 30 июня 2017г.
  - Выставка "Trip and real", Денис Русаков, Омск, галерея «Левая нога», 24 июня 2017г.
  - Выставка «Человек, оружие и игрушки», Михаил Рубанков, Илья Потапов, Омск, галерея «Левая нога», 22 июля 2017г.
  - Выставка «Некуда» Никита Поздняков, Омск, галерея «Левая нога»,   22 июля  2017г.
  - Выставка «Земляничная поляна», Сергей Вирганский, Омск, галерея «Левая нога»,  5 августа 2017г.
  - Коллективная выставка «Грачи ногой», Омск, галерея «Левая нога», 9 сентября 2017г.
  - Фото-проект «Народная гаражная живопись» Николай Молодцов, Омск, галерея «Левая нога», 23 сентября 2017г.
  - Выставка «Сеть», Елена Свешникова, Омск, галерея «Левая нога», 23 сентября 2017г.
  - Выставка ТвОб Левая нога в городе Тара, 8 октября 2017г.
  - Выставка «Под одеялом снов», Марат Мучин, Омск, галерея «Левая нога», 14 октября 2017г.
  - Коллективная выставка «Лухури», Омск, галерея «Левая нога»,  ноябрь 2017г.
  - Выставка «Simple», живопись, Мария Вирже, Омск, галерея «Левая нога»,  9 декабря 2017г.
- 2018
  - Коллективная выставка «Срамота», Омск, галерея «Левая нога», 13 января 2018г.
  - Читка пьесы «В Москву разгонять тоску» театр ЦСД, г. Омск, галерея «Левая нога»,  27  января 2018г.
  - Выставка, Даша Карандаш, Катя Липовая, Омск, галерея «Левая нога», 10 февраля 2018г.
  - Выставка графики, Атом Квас, Омск, галерея «Левая нога», 17 февраля 2018г.
  - Выставка «ВЕБ брутализм», Даниил Данилов и Виктория Трубицина, Омск, галерея «Левая нога», 24 февраля 2018г.
  - Выставка уличного искусства «Дурная слава», Слава, Омск, галерея «Левая нога», 10 марта 2018г.
  - Выставка компьютерной графики, концерт авторской электронной музыки «Квази Арт», Алекс Лоис (Германия), Омск, галерея «Левая нога», 24 марта 2018г.
  - Выставка «Осколки», Павла Маркова, Омск, галерея «Левая нога», 7 апреля 2018г.
  - Выставка «С той стороны глаз», Человек, Омск, галерея «Левая нога», 7 апреля 2018г.
  - Выставка «И мир не пощадил, и бог не спас!», Полина Заремба, Алиса Кусакина, Омск, галерея «Левая нога», 21 апреля 2018г.
  - Выставка коллажей «Послевкусие», Илья Казанцев, Омск, галерея «Левая нога», 28 апреля 2018г.
  - Коллективная выставка «Изионизм», г. Омск, галерея «Левая нога», 12 мая 2018г.
  - Выставка «Компрессионный изионизм» Дима Вирже, Омск, галерея «Левая нога», 12 мая 2018г.
  - «Компрессионный изионизм» на выставке «Тишина», Дима Вирже, Омск, 31 мая 2018г.
  - Выставка «RELOAD», Евгений Гуров, Омск, галерея «Левая нога», 26 мая 2018г.
  - Выставка "Глава 50762, в которой Наденька задает вопросы", арт-группа «Наденька», г. Омск, галерея «Левая нога», 11 июня 2018г.
  - Выставка "Домок в шесть досок" Лука Емельянов (г. Ишим).  Концерт Ирины Забродиной-Йоргенсен, г. Омск, галерея «Левая нога» 23 июня 2018г.
  - Коллективная выставка «Газ», г. Омск, 30 июня 2018г.
  - Коллективная выставка "Тетрадинг", г. Омск, галерея «Левая нога», 21 июля 2018г.
  - Лекция Ани Терёшкиной о самоорганизованных галереях и арт-пространствах, г. Омск, галерея «Левая нога», 14 августа 2018г.
  - Выставка «Native Positive», художники: М. Рубанков и творческое объединение «Сугроб» (г. Тара) И. Шатов,  Д. Русаков, А. Куприянов, В. Северный, , г. Омск, галерея «Левая нога», 25 августа 2018г.
  - Эксперимент/перформанс «Границы тела», Анна Шеремет, г. Омск, галерея «Левая нога», 26 сентября   2018г.
  - Коллективная выставка анти-моды "Сибниисхоз-фэшын", г. Омск, галерея «Левая нога», 29 сентября 2018г.
  - Выставка “ Golden teacher”, Сергей Горожанкин, г. Омск, галерея «Левая нога», 13 октября 2018г.
  - Коллективная выставка ВУХО (Выставка уставших художников ойкумены), перформанс - закусочная «Зоя & Валентина» Маша Рыбка и Юра Кузьменко, перформанс «Пни меня» Павла Маркова, г. Омск, галерея «Левая нога», 17 ноября 2018г.
  - Проект «Капут Мортум», Д. Вирже, П. Маркова, Р. Поцелуев, Е. Гуров, г.  Омск, галерея «Левая нога», 31 октября 2018г.
  - Проект «Сноугроб», Дима Вирже, Омск, 5 декабря 2018.
  - Проект «Тетрадинг» от Левой ноги, коллективная выставка, в галерее «Жди Мух», г. Санкт-Петербург, 8 декабря 2018г.
- 2019
  - Проект "ART this way."от Левой ноги, Дима Вирже, Лос-Анджелес, США, 20 декабря   2019г.
  - Проект «Тетрадинг» от Левой ноги, коллективная выставка в галерее "АртНаив", Москва, 5 января 2019г.
  - Коллективная выставка «Я не пьян, это…», г. Омск, галерея «Левая нога», 24 февраля   2019 г.
  - Проект «Все флаги в помойку», Дима Вирже, г. Омск, 11 марта 2019 г.
  - Аудиовизуальный проект "ЛОИС 2", художник и композитор Алекс Лоис (Германия), Омск, галерея «Левая нога», 17 марта 2019 г.
  - Проект «Маятник вечно трансцендентного», Дима Вирже, г. Омск, 20 марта 2019г.
  - Коллективная выставка "Кильдым", Омск, галерея «Левая нога», 27 апреля 2019 г.
  - Издание и презентация альманаха газеты «Прыщ». Омск, галерея «Левая нога», 3 апреля 2019г.
  - Выставка (not) dissapointing abstract art extravaganza, Михаил Тварковский, Омск, галерея «Левая нога», 27 июля 2019 г.
  - Коллективная выставка художников-социопатов «VHS», Омск, галерея «Левая нога», 31 августа 2019г.
  - Выставка "Дикий Капитализм", лекция о дизайне и современном искусстве «Новая Визуальная Культура», Варвара Токарева, Омск, галерея «Левая нога», 12 сентября 2019 г.
  - Коллективная выставка "Омский Буддизм", Омск, галерея «Левая нога», 28 сентября 2019 г.
  - Выставка «Искривление метрики», Антон Рутков, Омск, галерея «Левая нога», 5 октября 2019 г.
  - Проект «Бумажное дерево», Дима Вирже, г. Омск, 2019г.
  - Коллективный проект Ж.М.И Журнал Маргинального Искусства, 2016-2019гг.
  - Проект «Симпличио или раскумиризация», Дима Вирже, 2019 г.
  - Выставка «Время.jpg», Александр Кузовков, г. Омск, галерея «Левая нога», 26 октября 2019 г.
- 2020
  - Выставка «Время листьев», Елена Князева, г. Омск, галерея «Левая нога», 25 января 2020 г.
  - Выставка «Нашагал», Федор Голиков, г. Омск, галерея «Левая нога», 21 марта 2020 г.
  - Перформанс - картинный ход «Меняем картины на еду», г. Омск, 19 апреля 2020г.
  - Перформанс «Я заразный», г. Омск, 28 апреля 2020г.
  - Коллективная выставка коллажей «Мусилипс или Губы лося», Омск, галерея «Левая нога», 30 мая 2020 г.
  - Выставка «Земля пухом», Омск, галерея «Левая нога», 25 июля 2020г.
  - Выставка «Морква», галерея Левая нога в галерее 11.12, ЦСИ «Винзавод, г. Москва, 8 сентября – 10 ноября 2020 г.
  - Участие во 2-й триеннале современного российского искусства, Музей современного искусства «Гараж», г. Москва, 8 сентября - 10 февраля 2020г.
  - Выставка «Феминистские транслокальности», арт-группа «Наденька», Омск, галерея «Левая нога», 24 октября 2020 г.
  - Выставка "Обрезки", Николай Мамонтов, Омск, галерея «Левая нога», 19 декабря 2020г.
- 2021
  - Выставка «Без дна», Мария Сушкевич, Омск, галерея «Левая нога», 27 марта 2021г.
  - Коллективная выставка «Про бабушек», Мария Рыбка и Арина Горобец, галерея «Левая нога», 8 мая 2021г.
  - Выставка «Флаги, Александр Румянцев, Омск, галерея «Левая нога», 24 апреля 2021г.
  - Открытие монумента Антону Сорокину. 11 сентября 2021г.
  - Выставка «Подкроватье», Оля Лукоевна (г. Новосибирск), Омск, галерея «Левая нога», 27 ноября 2021г.
  - Артист- Ток в виде тотального перформанса, проект Павла Шугурова (г. Владивосток), Омск, галерея «Левая нога», 18 июня 2021г.
  - Презентация автобиографической книги «Не рыдай мене, мати!», автор Никита Поздняков, презентация первого номера журнала (фанзин) «Кошачья шерсть, издание Левой ноги, галерея «Левая нога»,  10 июля 2021г.
  - Выставка художников-прохиндеев, Омск, галерея «Левая нога», 30 января 2021г.
- 2022
  - Выставка «Темнотища», Никита Поздняков, Омск, галерея «Левая нога», 25 сентября 2022г.